# John Thorrington
John Thorrington est un joueur de soccer international américain, devenu dirigeant de club, né le 17 octobre 1979 à Johannesbourg en Afrique du Sud.
Il évolue au poste de milieu de terrain à Huddersfield Town en 3e division anglaise puis pour différentes franchises de MLS ainsi qu'avec la sélection américaine. Il est vice-président exécutif chargé des opérations soccer du Los Angeles FC, une future franchise de MLS.

## Biographie
John Thorrington nait en Afrique du Sud mais rejoint à l'âge de deux ans Palos Verdes Estates dans le Comté de Los Angeles.

### Carrière de joueur
À l'âge de seize ans, il intègre le centre de formation de Manchester United et quitte les États-Unis. En 1997, il devient le plus jeune joueur américain à signer avec un club de Premier League. Ne parvenant pas à s'y faire une place, Thorrington fait un passage au Bayer Leverkusen sans plus de succès avant de rejoindre Huddersfield Town qui vient d'être relégué en 3e division durant l'été 2001.
En mars 2004, il signe avec le Grimsby Town FC où, embêté par les blessures, il ne joue que trois matchs. Une fois la saison terminée, son contrat n'est pas renouvelé.
Ne parvenant pas à trouver un club pour le début de la saison anglaise, il rejoint finalement la MLS et le Fire de Chicago début 2005.

### Carrière de dirigeant
Le 31 mars 2014, il annonce sa retraite sportive, qu'il devient assistant-spécial de Bob Foose, le directeur-exécutif du syndicat des joueurs de la MLS et va passer un MBA à l'université Northwestern.
Le 8 décembre 2015, Thorrington est nommé vice-président exécutif chargé des opérations soccer du Los Angeles FC, la 21e franchise de MLS qui débutera en 2017. Il obtient ce poste grâce à la rencontre d'Henry Nguyen, son camarade à Northwestern avec qui il obtient son MBA